# Sainte-Agathe-la-Bouteresse
Sainte-Agathe-la-Bouteresse ist eine französische Gemeinde mit 1.052 Einwohnern (Stand: 1. Januar 2022) im Département Loire in der Region Auvergne-Rhône-Alpes. Sie gehört zum Arrondissement Montbrison und zum Kanton Boën-sur-Lignon. Die Einwohner werden Saint-Agathois und Saint-Agathoises genannt.

## Geografie
Sainte-Agathe-la-Bouteresse liegt etwa 41 Kilometer nordnordwestlich von Saint-Étienne im Forez im Zentralmassiv. Umgeben wird Sainte-Agathe-la-Bouteresse von den Nachbargemeinden Arthun im Norden, Sainte-Foy-Saint-Sulpice im Nordosten, Saint-Étienne-le-Molard im Osten, Montverdun im Süden, Trelins im Westen und Südwesten sowie Boën-sur-Lignon im Westen und Nordwesten.

## Bevölkerungsentwicklung
| Jahr                       | 1962 | 1968 | 1975 | 1982 | 1990 | 1999 | 2006 | 2017 |
| -------------------------- | ---- | ---- | ---- | ---- | ---- | ---- | ---- | ---- |
| Einwohner                  | 656  | 757  | 791  | 831  | 846  | 813  | 856  | 1023 |
| Quellen: Cassini und INSEE |      |      |      |      |      |      |      |      |

## Sehenswürdigkeiten
- Zisterzienserkloster Bonlieu, ehemalige Klosterkirche aus dem 14. Jahrhundert seit 2023 als Monument historique klassifiziert
- Pfarrkirche Sainte-Agathe mit Ursprüngen vermutlich aus dem 15. Jahrhundert
- Burgruine aus dem 15./16. Jahrhundert
- Wohnsitz, genannt „Château du Périer“, aus dem 19. Jahrhundert
- Wohnsitz, genannt „Château de Bonlieu“, aus dem 19. Jahrhundert